# Club Atlético San Isidro
Maillots
Dernière mise à jour : 28 février 2013.
Le Club Atlético de San Isidro (CASI) est un club argentin de rugby à XV de San Isidro dans la province de Buenos Aires en Argentine, membre de l'Unión de Rugby de Buenos Aires.

## Histoire
Le club est fondé le 24 octobre 1902 mais le rugby à XV n'est pas pratiqué avant 1907 ; c'est le club le plus titré de la province de Buenos Aires avec 33 championnats gagnés. En 1935 plusieurs joueurs et une partie de l'encadrement sont écartés du club pour des divergences d'opinions, et ils partent fonder le San Isidro Club (SIC).
La partie entre le CASI et le SIC est depuis le derby le plus disputé de l'année, comme celui joué en 2005 pour la finale du championnat de l'URBA où le CASI l'emporte 18 à 17 grâce à une pénalité inscrite dans les dernières minutes, après une disette de 20 ans sans aucun titre URBA remporté.

## Identité visuelle

### Logo

Évolution du logo
Ancien logo jusqu'en 2019.
Logo depuis 2019.

## Palmarès
- Vainqueur du Championnat de Bueno Aires à 33 reprises
- Vainqueur du Nacional de Clubes en 1995

## Architectures
Le club omnisports dispose de cinq installations : sede San Isidro, sede La Boya, La Ribera, Benavidez, San Isidro Labrador Golf.

## Personnalités du club

### Joueurs emblématiques
- Federico Martín Aramburú
- Agustín Figuerola
- Rodolfo O'Reilly
- Agustín Pichot
- Santiago Phelan
- Martín Landajo